# NGC 1984
NGC 1984 je otvoreni skup s emisijskom maglicom u zviježđu Zlatnoj ribi. 

## Vanjske poveznice
- SEDS: NGC 1984